# Takeo Watanabe
Takeo Watanabe (渡辺岳夫?, Watanabe Takeo; Tokyo, 16 aprile 1933 – 2 giugno 1989) è stato un compositore e musicista giapponese.

## Biografia

### La formazione
Takeo Watanabe iniziò a dedicarsi alla musica giovanissimo grazie al padre Urato, già celebre musicista classico e compositore di musica per il cinema. Laureatosi in economia all'Università di Musashino, a 23 anni si trasferì a Parigi per studiare musica, e qui approfondì anche la conoscenza di diversi strumenti musicali, tra cui l'accordeon e l'armonica a bocca che ha impiegato spesso nelle sue composizioni.

### Le prime opere
Alla fine degli anni sessanta in Giappone la produzione televisiva ebbe una vera esplosione e Takeo Watanabe cominciò a comporre musica per i grandi studi di animazione. I primi ingaggi vennero dalla Tokyo Movie Shinsha per delle serie sportive, tra cui Attack n. 1 (Mimì e la nazionale di pallavolo) e soprattutto Kyōjin no hoshi (Tommy, la stella dei Giants), un anime sul baseball di cui firmerà la colonna sonora per tre serie e diversi film.

### La collaborazione con la Toei e la Sunrise
È tuttavia per la Toei Animation che lavorerà di più. Dopo il debutto con Mahō no Mako-chan (Una sirenetta tra noi) nel 1970 e Genshi shōnen Ryū (Ryu il ragazzo delle caverne) nel 1971, diventa il compositore di quasi tutti gli shōjo anime della casa: Cutie Honey, Majokko Meg-chan (Bia, la sfida della magia), Majokko Tickle (Lilli, un guaio tira l'altro), Hello! Sandibelle (Hello! Sandybell - La mia amica Sandy Bell), e Candy Candy nel 1976.
Ma non solo, perché Takeo Watanabe è insieme a Yuji Matsuyama anche l'autore delle musiche dei primi anime robotici della Sunrise, tra cui Muteki chōjin Zanbot 3 (Zambot 3), Muteki kōjin Daitarn 3 (Daitarn 3), e soprattutto Kidō senshi Gundam (Mobile Suit Gundam) del 1979.

### L'attitudineeuropea
La sua musica migliore, tuttavia, è probabilmente quella scritta per le grandi storie tristi o romantiche, spesso tratte da romanzi europei. Il soggiorno in Europa ha infatti certamente giocato a suo favore quando gli furono affidate le colonne sonore per serie come Alps no shōjo Heidi (Heidi), 
Ie Naki Ko (Remì le sue avventure) e Peline monogatari (Peline story).
A metà degli anni ottanta, già malato, compose i suoi ultimi lavori, tra cui le colonne sonore di Lady Georgie (Georgie) e Mori no Tonto Tachi (Alla scoperta di Babbo Natale) del 1984.
Va peraltro segnalato che, seppure noto soprattutto per le musiche composte per anime, Takeo Watanabe ha firmato anche numerose colonne sonore e BGM per film, telefilm ed originali radiofonici giapponesi.
Il cancro lo stroncò il 2 giugno 1989 a soli 56 anni.

## Opere principali

### Colonne sonore per telefilm
- Kozure Ōkami (Samurai, Stagione I, serie TV - 1973)
- Kozure Ōkami (Samurai, Stagione II, serie TV - 1974)
- Kozure Ōkami (Samurai, Stagione III, serie TV - 1975)
- Cutie Honey (serie televisiva) (2007-08)

### Colonne sonore per anime
- Zero-sen Hayato (serie TV - 1964)
- Kyōjin no hoshi (Tommy la stella dei Giants, serie TV - 1968)
- Attack Number one (Mimì e la nazionale di pallavolo, serie TV - 1969)
- Mahō no Mako-chan (Una sirenetta tra noi, serie TV - 1970)
- Genshi shōnen Ryū (Ryu il ragazzo delle caverne, serie TV - 1971)
- Akado Suzunosuke (serie TV - 1972)
- München e no michi (serie TV - 1972)
- Cutie Honey (serie TV - 1973)
- Koya no shōnen Isamu (Sam il ragazzo del West, serie TV - 1973)
- Alps no shōjo Heidi (Heidi, serie TV - 1974)
- Majokko Meg-chan (Bia, la sfida della magia, serie TV - 1974)
- Flanders no inu (Il fedele Patrasche, serie TV - 1975)
- Ganso tensai Bakabon (serie TV - 1975)
- Candy Candy (Candy Candy, serie TV - 1976)
- Ie naki ko (Remì le sue avventure, serie TV - 1977)
- Araiguma Rascal (Rascal il mio amico orsetto, serie TV - 1977)
- Muteki chōjin Zanbot 3 (Zambot 3, serie TV - 1977)
- Shin kyōjin no hoshi (serie TV - 1977)
- Majokko Tickle (Lilli un guaio tira l'altro, serie TV - 1978)
- Peline monogatari (Peline story, serie TV - 1978)
- Muteki kōjin Daitarn 3 (Daitarn 3, serie TV - 1978)
- Kidō senshi Gundam (Mobile Suit Gundam, serie TV - 1979)
- Shin kyōjin no hoshi II (serie TV - 1979)
- Mori no yōki na kobito-tachi: Berufi to Rirubitto (Belfy e Lillibit, serie TV - 1980)
- Botchan (lungometraggio - 1980)
- Hello! Sandibelle (Hello! Sandybell - La mia amica Sandy Bell, serie TV - 1981)
- Wakakusa monogatari yori wakakusa no yon shimai (Piccole donne, serie TV - 1981)
- Kidō senshi Gundam I (lungometraggio - 1981)
- Kidō senshi Gundam II: Ai Senshiben (lungometraggio - 1981)
- Arano no sakebi koe: Howl, Buck (Il richiamo della foresta, TV special - 1981)
- Kidō senshi Gundam III: Meguriai uchuhen (lungometraggio - 1982)
- Serendipity monogatari yori/Pure hima no nakama tachi (serie TV - 1983)
- Lady Georgie (Georgie, serie TV - 1983)
- Miimu iroiro yume no tabi (serie TV - 1983)
- Mori no tonto tachi (Alla scoperta di Babbo Natale, serie TV - 1984)
- Oyoneko bunyan (serie TV - 1984)
- Sangokushi (OAV - 1985)
- Sangokushi II: Tenkakeru hideotachi (OAV - 1986)